# 小行星123860
小行星123860（123860 Davederrick）是一颗绕太阳运转的小行星，为主小行星带小行星。该小行星于2001年2月发现。
該小行星以美國教育家大衛·德瑞克（David Derrick）命名。

## 轨道参数
小行星123860的轨道半长轴为456 385 034 km，3.0507021 UA，离心率为0.095。